# Henry Folland
Henry Phillip Folland (Cambridge, 22 gennaio 1890 – Nottingham, 5 settembre 1954) è stato un ingegnere britannico, affermatosi come progettista aeronautico nel corso degli anni dieci, venti e trenta del XX secolo. Membro della Royal Aeronautical Society (F.R.Ae.S.) dal 1920, fu nominato Ufficiale dell'Ordine dell'Impero Britannico.

## Biografia

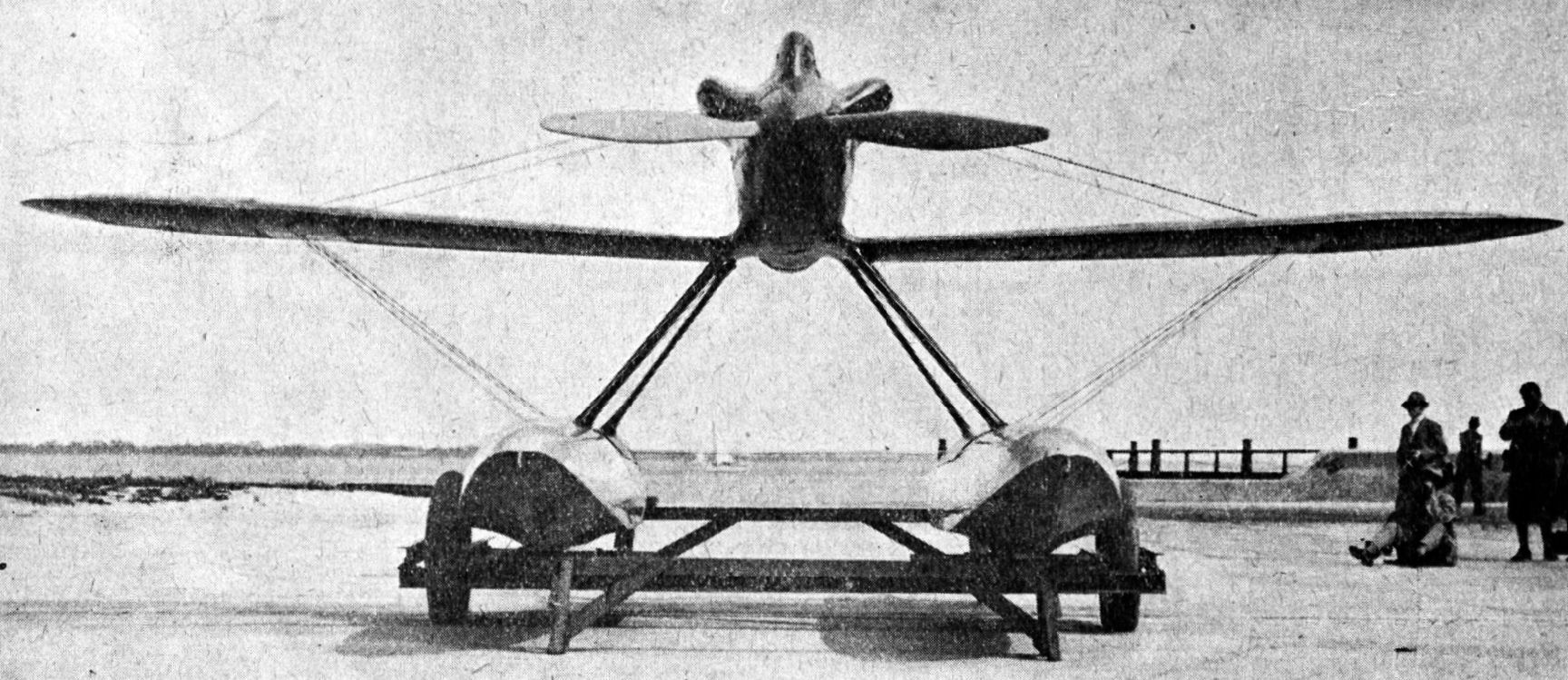
Vista frontale dell'idrovolante da corsa Gloster VI Golden Arrow.

Nacque al in numero 2 di King Street, Holy Trinity, Cambridge il 22 gennaio 1889, figlio di Frederick, di professione scalpellino, e di Mary Folland.
Nel 1905 entrò come apprendista presso la Lanchester Motor Company di Birmingham, passando quindi a far parte dell'ufficio progettazione della Swift Motor Company, e nel 1908 fu assunto come disegnatore alla Daimler Motor Company. Presso la Daimler sviluppò un forte interesse per il mondo dell'aviazione, tanto che nel 1912 andò a lavorare presso la Royal Aircraft Factory di Farnborough, come assistente dell'ufficio progettazione diretto dal Capt. F.M. Green. Fu disegnatore e progettista dei velivoli SE.4, SE.5  e FE.2b, realizzati durante la prima guerra mondiale. Qui progettò anche il Ruston Proctor Aerial Target, un velivolo senza pilota anti-Zeppelin, progettato per utilizzare il sistema di controllo radio realizzato da Archibald M. Low.
Lasciata la Royal Aircraft Factory nel 1917, entrò alla Nieuport & General Aircraft di Cricklewood come capo progettista, realizzando il Nieuport Nighthawk, che fu adottato come caccia standard dalla Royal Air Force ma non entrò in servizio a causa dei problemi nello sviluppo del suo motore ABC Dragonfly. Poco tempo dopo fu affiancato all'ufficio progettazioni da Howard Preston ma la ditta cessò l'attività nel 1920 ed egli l'anno successivo si trasferì alla Gloucestershire Aircraft, che aveva costruito il Nighthawk su licenza durante il corso della grande guerra.
Come capo progettista alla Gloster realizzò una vasta gamma di aerei da caccia, come il Grebe, il Gorcock, il Gamecock, il Gauntlet e infine il Gladiator, che riscossero un notevole successo. Realizzò anche alcuni idrovolanti da corsa che parteciparono alle edizioni della Coppa Schneider, come il Gloster II, III, IV e VI.
Lasciò la compagnia nel maggio 1937, dopo l'acquisizione della ditta da parte della Hawker Aircraft, quando seppe che i progetti della Hawker sarebbero stati favoriti ai suoi. Acquistò quindi la British Marine Aircraft Company di Hamble, nelle vicinanze di Southampton, ribattezzandola Folland Aircraft Limited.
Inizialmente la Folland Aircraft fu coinvolta principalmente nell'attività di costruzione, in subappalto, di alcuni tipi di velivoli, come il Bristol Blenheim e lo Supermarine Spitfire, particolarmente durante la seconda guerra mondiale. Circa 45 progetti di velivoli civili e militari vennero da lui presentati all'Air Ministry, ma solo uno, il Fo.108 fu accettato e costruito in 12 esemplari.
Nel luglio del 1951, quando ormai soffriva di gravi problemi di salute, si dimise da amministratore delegato sostituito dal designer W.E.W. Petter che aveva lasciato la English Electric. Nondimeno rimase nel Consiglio di amministrazione della ditta fino alla sua morte, avvenuta a Nottingham il 4 settembre 1954. Tre settimane prima, il Folland Midge realizzato da Petter, aveva fatto il suo primo volo. Nel suo libro, Sky Fever, Sir Geoffrey de Havilland scrive che Folland, dopo essere andato in pensione da amministratore delegato, faceva vita da recluso. Membro della Royal Aeronautical Society dal 1920.

## Progetti
- Royal Aircraft Factory S.E.4
- Royal Aircraft Factory S.E.5
- Nieuport Nighthawk
- Gloster Grebe
- Gloster Gorcock
- Gloster Gamecock
- Gloster Gauntlet
- Gloster Gladiator
- Gloster II
- Gloster III
- Gloster IV
- Gloster VI Golden Arrow

### Annotazioni
1. ↑  Disegnatore ed esperto nei calcoli, Preston lavorò con lui anche più tardi, sia alla Gloster che alla Folland.
2. ↑  Si trattava di un banco di prova volante per motori, soprannominato "Frightful" dal suo aspetto.

### Video
- Gloster Gladiator in Flying Legends 2014, su youtube.com.

| Controllo di autorità | VIAF (EN) 149192939 · ISNI (EN) 0000 0001 0034 2391 · LCCN (EN) nb2010024211 · GND (DE) 1070322881 |